# تريا رنك

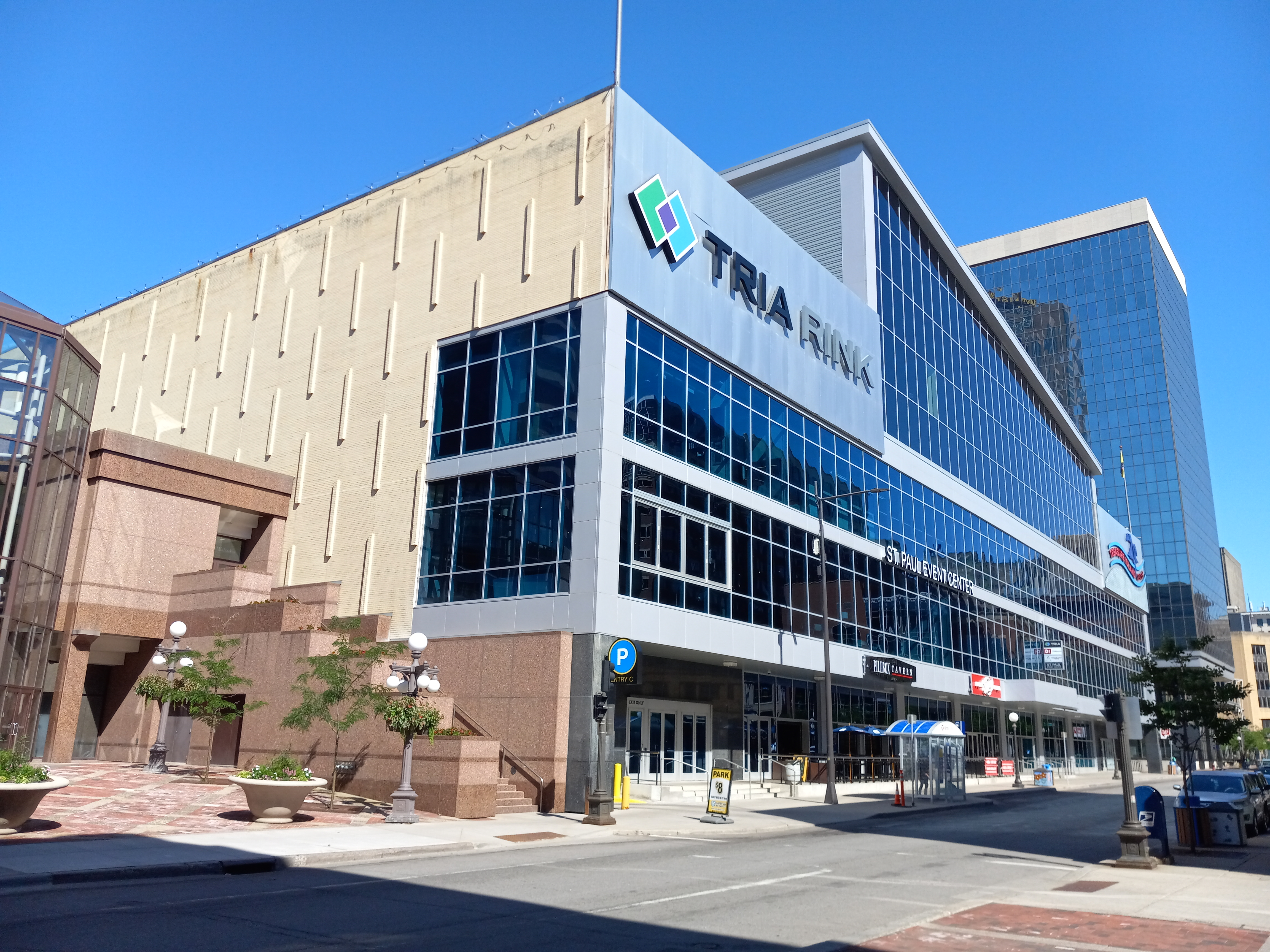
مقر حلبة تريا

حلبة تريا (TRIA Rink) حلبة لممارسة هوكي الجليد في سانت بول، مينيسوتا. تقع في الطابق الخامس من مبنى تريجر آيلند سنتر، وهو متجر سابق من سلسلة متاجر مايسيز في وسط المدينة. أُنشأت الحلبة كجزء من جهود إعادة التطوير من قبل هيئة موانئ سانت بول (Saint Paul Port Authority) التي تعيد تطوير المبنى. الحلبة هي مرفق تمارين فريق مينيسوتا وايلد التابع لدوري الهوكي الوطني والملعب الرئيسي لفريق مينيسوتا وايتكابس التابع لدوري الهوكي الوطني للسيدات وفريق الهوكي بجامعة هاملاين.